# Richard Sale
Richard Sale (* 17. Dezember 1911 in New York City; † 4. März 1993 in Los Angeles, Kalifornien) war ein US-amerikanischer Autor, der Romane, Kurzgeschichten, Drehbücher und Hörspiele verfasste, sowie ein Filmregisseur.

## Leben und Karriere

### Autor von Erzählungen, Romanen und Hörspielen
Richard Sale soll bereits im Alter von 12 Jahren eine erste Kurzgeschichte an ein Magazin verkauft haben, später studierte er an der Washington and Lee University. Nach seinem Studienabschluss begann er in den 1930er-Jahren Kurzgeschichten für verschiedene Pulp-Magazine zu schreiben, er stieg zu einem der bestbezahlten Autoren in diesem Bereich auf. Der Vielschreiber publizierte im Laufe seines Lebens über 400 Kurzgeschichten und elf Romane. Während des Zweiten Weltkrieges war er Korrespondent der Saturday Evening Post bei der United States Navy.
Sale war ebenfalls Autor von mehreren Hörspielen, sein Hörspiel Galavorstellung wurde 1958 von Günter Siebert für das deutsche Publikum adaptiert und noch 2020 im Podcast Kein Mucks! – der Krimi-Podcast mit Bastian Pastewka abgespielt. Ein anderes ebenfalls nach Deutschland adaptiertes Hörspiel von Sale ist Lazarus Nr. 7, bei dem es um einen in Hollywood spielenden Kriminalfall geht.

### Arbeit bei Film und Fernsehen
Ab 1937 entstanden mehrere Filme nach seinen Romanen und Kurzgeschichten, etwa Die wunderbare Rettung mit Clark Gable und Joan Crawford in den Hauptrollen nach seinem Debütroman Not Too Narrow, Not Too Deep. Im Jahr 1944 stieg er schließlich selbst ins Filmgeschäft ein und wurde Drehbuchautor, zunächst bei Paramount Pictures. In den folgenden Jahrzehnten schrieb er Drehbücher für über 20 Filme, oftmals in Zusammenarbeit mit seiner damaligen Ehefrau Mary Loos (1910–2004), die eine Nichte der Autorin Anita Loos war. Sale schrieb viel für Komödien, aber zeichnete sich auch für das Drehbuch des Thrillers Der Attentäter (1954), in dem die von Frank Sinatra verkörperte Hauptfigur den US-Präsidenten erschießen möchte.
Nachdem Sale erste Drehbücher abgeliefert hatte, führte er zwischen 1947 und 1957 bei insgesamt zwölf Filmen auch die Regie. Mehrere dieser Filme entstanden nach seinen Drehbüchern. In den 1950er-Jahren arbeitete Sale vor allem für 20th Century Fox und inszenierte überwiegend leichtgängige Unterhaltungsfilme, beispielsweise die Westernkomödie A Ticket to Tomahawk (1950) oder So liebt man in Paris (1955), die weniger bemerkenswerte Fortsetzung des Komödienklassikers Blondinen bevorzugt. Als Sales stärkster Film gilt sein letzter: das in Großbritannien gedrehte Seedrama Die Angst hat tausend Namen mit Tyrone Power in der Hauptrolle eines Seeoffiziers, der nach dem Sinken seines Schiffes ein Rettungsboot zur Küste durchzubringen versucht.
Ende der 1950er-Jahre war Sale der Entwickler und Produzent der Fernsehserie Yancy Derringer, für die er auch bei einigen Folgen Regie führte. Seine letzte Arbeit als Regisseur erfolgte 1967 an einer Folge der Westernserie High Chaparral, für die er auch mehrere Drehbücher ablieferte.
Sein 1963 erschienener Roman The Oscar, ein satirischer Blick auf Intrigen bei der Oscarverleihung, wurde 1966 als … denn keiner ist ohne Schuld verfilmt. Seinen 1975 veröffentlichten Westernroman The White Buffalo adaptierte Sale zwei Jahre darauf zu dem populären Film Der weiße Büffel mit Charles Bronson in der Hauptrolle. Sale schrieb auch das Drehbuch zu Der Mordanschlag, einem Thriller, bei dem Bronson ebenfalls die Hauptrolle bekleidete. Dieser Film aus dem Jahr 1987 stellte Sales letzte Arbeit im Filmgeschäft dar.

### Privates
Nach seiner Scheidung von Mary Loos heiratete Sale in zweiter Ehe eine Frau namens Irma, mit der er bis zu seinem Tod verheiratet blieb. Er war Vater von drei Kindern. Der Autor starb 1993 im Alter von 81 Jahren nach zwei Schlaganfällen.

## Filmografie (Auswahl)
- 1937: Find the Witness – Kurzgeschichte als Vorlage
- 1940: Die wunderbare Rettung (Strange Cargo) – Romanvorlage
- 1946: Rendezvous with Annie – als Drehbuchautor
- 1947: Ich kann mein Herz nur einmal verschenken (Northwest Outpost) – als Drehbuchautor
- 1947: Spoilers of the North – als Regisseur
- 1948: Campus Honeymoon – als Regisseur und Drehbuchautor
- 1948: Abenteuer im Wilden Westen (The Dude Goes West) – als Drehbuchautor
- 1949: Der Liebesprofessor (Mother Is a Freshman) – als Drehbuchautor
- 1949: Mr. Belvedere kann alles besser (Mr. Belvedere Goes to College) – als Drehbuchautor
- 1950: So ein Pechvogel (When Willie Comes Marching Home) – als Drehbuchautor
- 1950: A Ticket to Tomahawk – als Regisseur und Drehbuchautor
- 1950: Gangster ohne Gnade (This Side of the Law) – als Drehbuchautor
- 1950: I’ll Get By – als Regisseur und Drehbuchautor
- 1951: Half Angel – als Regisseur
- 1951: Meet Me After the Show – als Regisseur und Drehbuchautor
- 1951: Let’s Make It Legal – als Regisseur
- 1952: My Wife's Best Friend – als Regisseur
- 1953: The Girl Next Door – als Regisseur
- 1953: Diese Frau vergißt man nicht (Let's Do It Again) – als Drehbuchautor
- 1953: Die lockende Venus (The French Line) – als Drehbuchautor
- 1954: Der Attentäter (Suddenly) – als Drehbuchautor
- 1954: Feuer über Afrika (Malaga) – als Regisseur
- 1954: Die Welt gehört der Frau (Woman's World) – als Drehbuchautor
- 1955: So liebt man in Paris (Gentlemen Marry Brunettes) – als Regisseur und Drehbuchautor
- 1957: Die Angst hat tausend Namen (Seven Waves Away) – als Regisseur und Drehbuchautor
- 1958: Torpedo los! (Torpedo Run) – als Drehbuchautor
- 1958–1959: Yancy Derringer (Fernsehserie, 34 Folgen) – als Entwickler, Produzent, Autor (jeweils alle 34 Folgen) und Regisseur (17 Folgen)
- 1966: … denn keiner ist ohne Schuld (The Oscar) – Romanvorlage
- 1967–1968: High Chaparral (The High Chaperal, Fernsehserie) – als Regisseur (eine Folge) und Drehbuchautor (drei Folgen)
- 1977: Der weiße Büffel (The White Buffalo) – als Drehbuchautor
- 1987: Der Mordanschlag (Assassination) – als Drehbuchautor

## Bibliografie (Auswahl)
Es sind ausschließlich Sales Romane aufgeführt
- Not Too Narrow, Not Too Deep (1936)
- Is a Ship Burning? (1937)
- Cardinal Rock (1940)
- Sailor Take Warning (1942)
- Death at Sea / Alternativtitel: Destination Unknown (1943)
- Death Looks In (1943)
- Home Is the Hangman (1949)
- Murder at Midnight (1950)
- The Oscar (1963)
- The Man who Raised Hell / Alternativtitel: For the President's Eyes (1971)
- The White Buffalo (1975)